# Pedro Teixeira (Brasil)
Pedro Teixeira  este un oraș în Minas Gerais (MG), Brazilia.